# Inversione della circolazione nell'Oceano Antartico
L'inversione della circolazione nell'Oceano Antartico, anche nota come Southern Meridional overturning circulation (SMOC) o Antarctic overturning circulation, rappresenta la componente meridionale della circolazione termoalina globale.

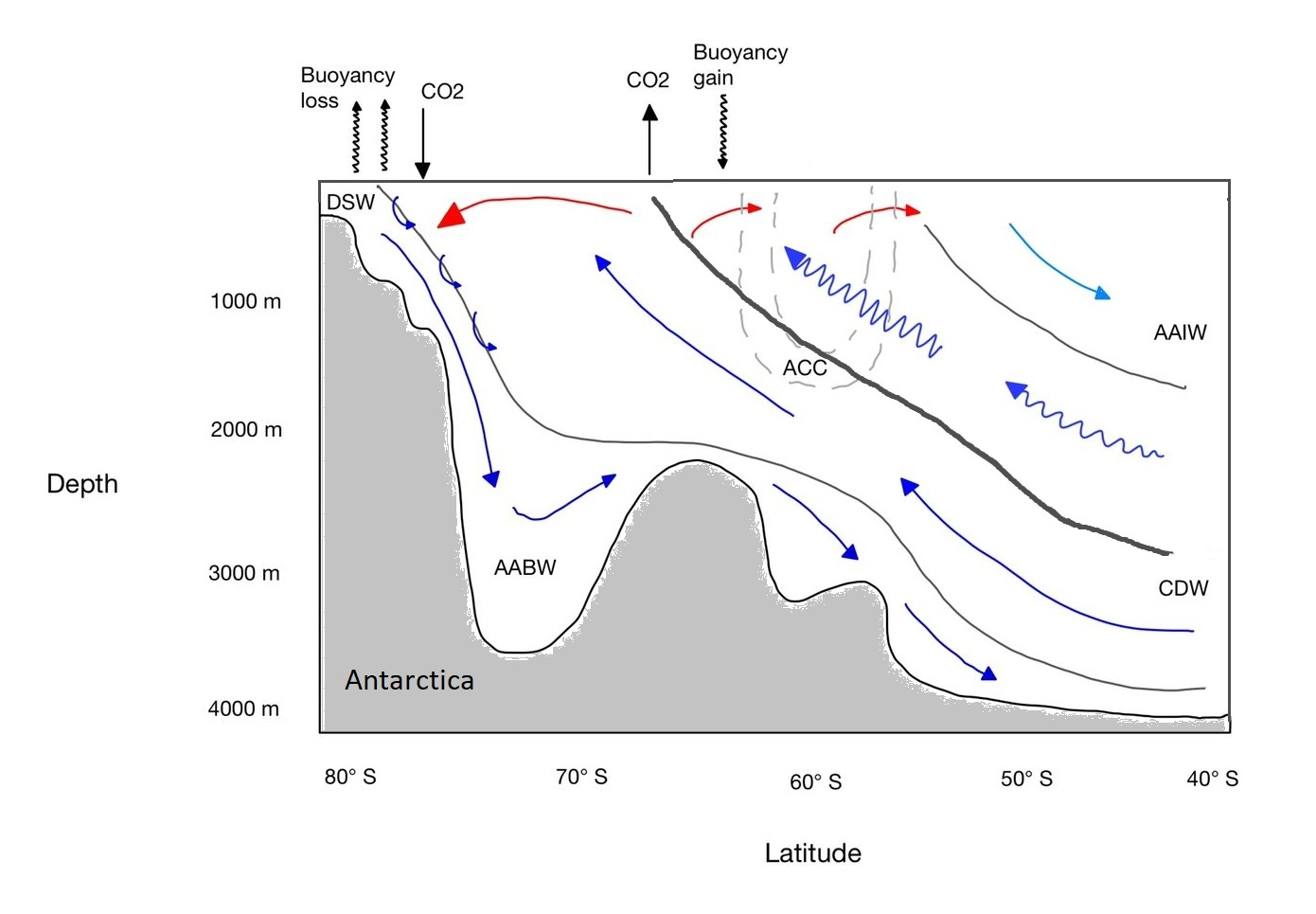
Una panoramica schematica del ribaltamento della circolazione dell'Oceano Antartico. Le frecce puntano nella direzione del movimento dell'acqua. La cella inferiore è rappresentata dalle frecce che risalgono a sud della Corrente Circumpolare Antartica (ACC) e dalla formazione di acque inferiori antartiche sotto il ghiaccio marino dell'Antartide a causa della perdita di galleggiabilità. La cella superiore è rappresentata dalle frecce che risalgono a nord dell'ACC e dalla formazione di acque intermedie antartiche più leggere a causa del guadagno di galleggiamento a nord dell'ACC.

La sua controparte settentrionale più nota è il capovolgimento meridionale della circolazione atlantica (AMOC). Entrambe hanno un grande effetto sul bilancio energetico della Terra e sul ciclo del carbonio oceanico, ricoprendo un ruolo essenziale nel sistema climatico terrestre.
La circolazione termoalina globale trasporta non solo enormi volumi di acqua calda e fredda attraverso il pianeta, ma anche ossigeno disciolto, carbonio organico disciolto e altri nutrienti come il ferro. 
L'inversione si verifica in punti specifici quando l'acqua profonda circumpolare - calda, ossigenata e povera di nutrienti - sprofonda (downwelling), mentre l'acqua profonda antartica - fredda, povera di ossigeno e ricca di sostanze nutritive - risale verso la superficie (upwelling).
Il sistema si suddivide in:
- una cella superiore più piccola, fortemente influenzata dai venti, in particolar modo dai venti occidentali[2][3], a causa della sua vicinanza alla superficie e

- una cella inferiore di dimensioni maggiori, influenzata principalmente dalla temperatura e dalla salinità dell'acqua di fondo dell'oceano antartico[4]

La forza di queste celle ha subito cambiamenti sostanziali negli ultimi decenni: il flusso nella cella superiore è aumentato del 50-60%, mentre in quella inferiore si è indebolito del 10-20% a partire dagli anni '70. Uno studio suggerisce inoltre che la circolazione perderebbe metà della sua forza entro il 2050.
Ciò è in parte legato al ciclo naturale dell'oscillazione pacifica decadale. Tuttavia anche il cambiamento climatico ha svolto un ruolo sostanziale in queste tendenze alterando il modello meteorologico dell'oscillazione antartica, mentre il massiccio aumento della temperatura nell'oceano Antartico ha determinato un aumento dello scioglimento della calotta glaciale antartica, con conseguente riduzione della salinità dell'acqua del fondale antartico.
Ciò determina una riduzione nella formazione di acque dense e fredde in prossimità della costa mentre il flusso di acque calde si rafforza, riducendo la capacità delle acque superficiali di sprofondare verso il basso e mescolarsi con gli strati inferiori con conseguente aumento della stratificazione oceanica.
Questo rallentamento ha effetti importanti sul clima globale a causa dell'importanza ricoperta dall'Oceano Antartico come serbatoio globale di carbonio e di calore. 
Dati paleoclimatici evidenziano come in passato l'intera circolazione si sia indebolita notevolmente o sia collassata completamente. Ricerche preliminari suggeriscono che tale collasso potrebbe verificarsi una volta che il riscaldamento globale raggiunga livelli compresi tra i 1,7°C (3,1°F) e i 3°C (5,4°F).
Vi sono tuttavia poche certezze in confronto alle stime degli altri punti critici. Se la circolazione dovesse iniziare a collassare nel prossimo futuro, il processo non sarebbe completo prima del 2300 circa.
Analogamente, si prevede la riduzione delle precipitazioni nell'emisfero meridionale e corrispondente aumento in quello settentrionale, ovvero il declino delle zone di pesca nell'oceano meridionale con un potenziale collasso di determinati ecosistemi marini, nel corso di secoli.

## Dinamica

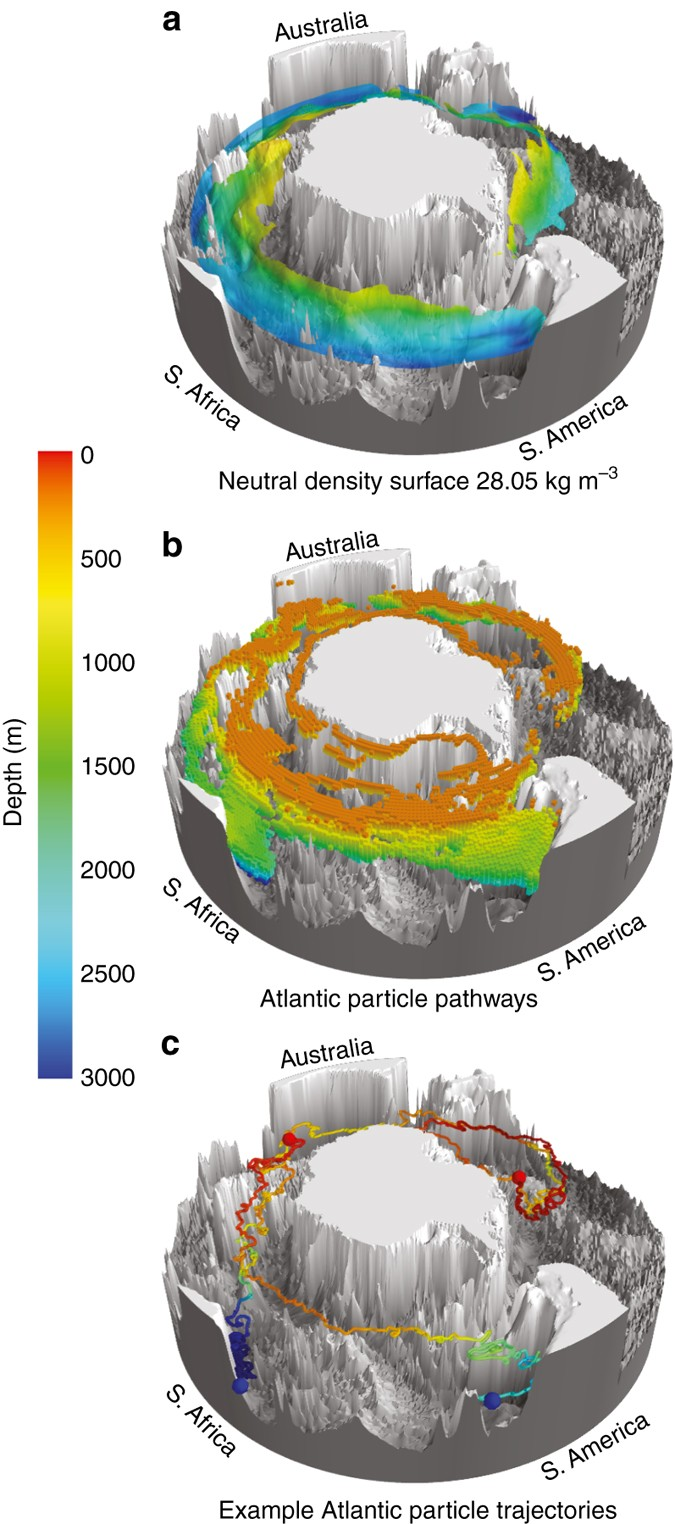
Rappresentazione 3D dell'upwelling dell'acqua profonda del Nord Atlantico lungo specifici pathway nel bacino dell'oceano Antartico che chiude la connessione tra la corrente settentrionale e quella meridionale.

Come abbiamo già detto, l'inversione della circolazione è legata all'upwelling dell'acqua dello strato intermedio nella cella superiore e delle acque abissali in quella inferiore.
Circa 27 ± 7 Sverdrup (Sv) di acqua profonda viene portata in superficie e trasformata in acqua leggera (22 ± 4 Sv) e densa (5 ± 5 Sv). La sua densità varia a seconda della temperatura e dei flussi di spinta idrostatica che determinano la risalita nella cella superiore e lo sprofondamento in quella inferiore.
Circa il 50% delle acque abissali nord atlantiche risalgono da una profondità di circa 1.000 - 3.500m (3.281 - 11.483 piedi) fino alla sezione di rimescolamento intermedia, in circa 60 - 90 anni, alcune addirittura dopo oltre un secolo.
L'oceano meridionale gioca un ruolo cruciale nel ribaltamento della circolazione meridionale atlantica compensando il rimescolamento delle acque superficiali con quelle abissali, connettendo la superficie e il fondale.
I dati suggeriscono che circa l'80% delle acque abissali globali risalga nell'oceano Antartico.

### Cella superiore
La cella superiore è guidata dal flusso generato dal vento, risultato dei venti occidentali, che porta l'acqua dalle acque profonde circumpolari (CDW) alla superficie. Lo stress del vento zonale induce la risalita vicino al polo e la discesa all'equatore a causa del massimo del vento superficiale zonale. Questa circolazione guidata dal vento è anche chiamata cellula del Diacono e agisce per ribaltare l'acqua supportando la corrente del vento termico della Corrente Circumpolare Antartica (ACC) e creando un accumulo di energia potenziale. Questo processo della cella superiore è noto anche come trasporto di Ekman.
L'aumento della densità delle acque fredde si riduce in prossimità delle coste mentre aumenta il flusso di acque calde, con conseguente riduzione del rimescolamento e aumento della stratificazione Uno studio suggerisce che la circolazione perderà il 50% della sua forza entro il 2050, con perdite ancora superiori negli anni a seguire.
Tale rallentamento avrebbe seri effetti sul clima globale dovuto alla capacità dell'oceano antartico di funzionare da serbatoio di carbonio e calore.
Ad esempio, un aumento della temperatura globale di 2°C (3,6°F) qualora le emissioni di gas serra non vengano ridotte fortemente, ma l'anno esatto dipende dallo stato della corrente più di ogni altro fattore.

### Paradosso del mancato rimescolamento
Il paradosso del mancato rimescolamento suppone che l'acqua densa venga portata verso l'alto attraverso il termoclino al fine di chiudere la circolazione. A tal fine dovrebbe verificarsi un rimescolamento verticale a livello del termoclino che risulta però assente. Quello che si verifica è il ritorno verso la superficie in percorsi quasi adiabatici lungo le isopicne di densità come già descritto dall'oceanografo Harald Sverdrup.

### Cella inferiore

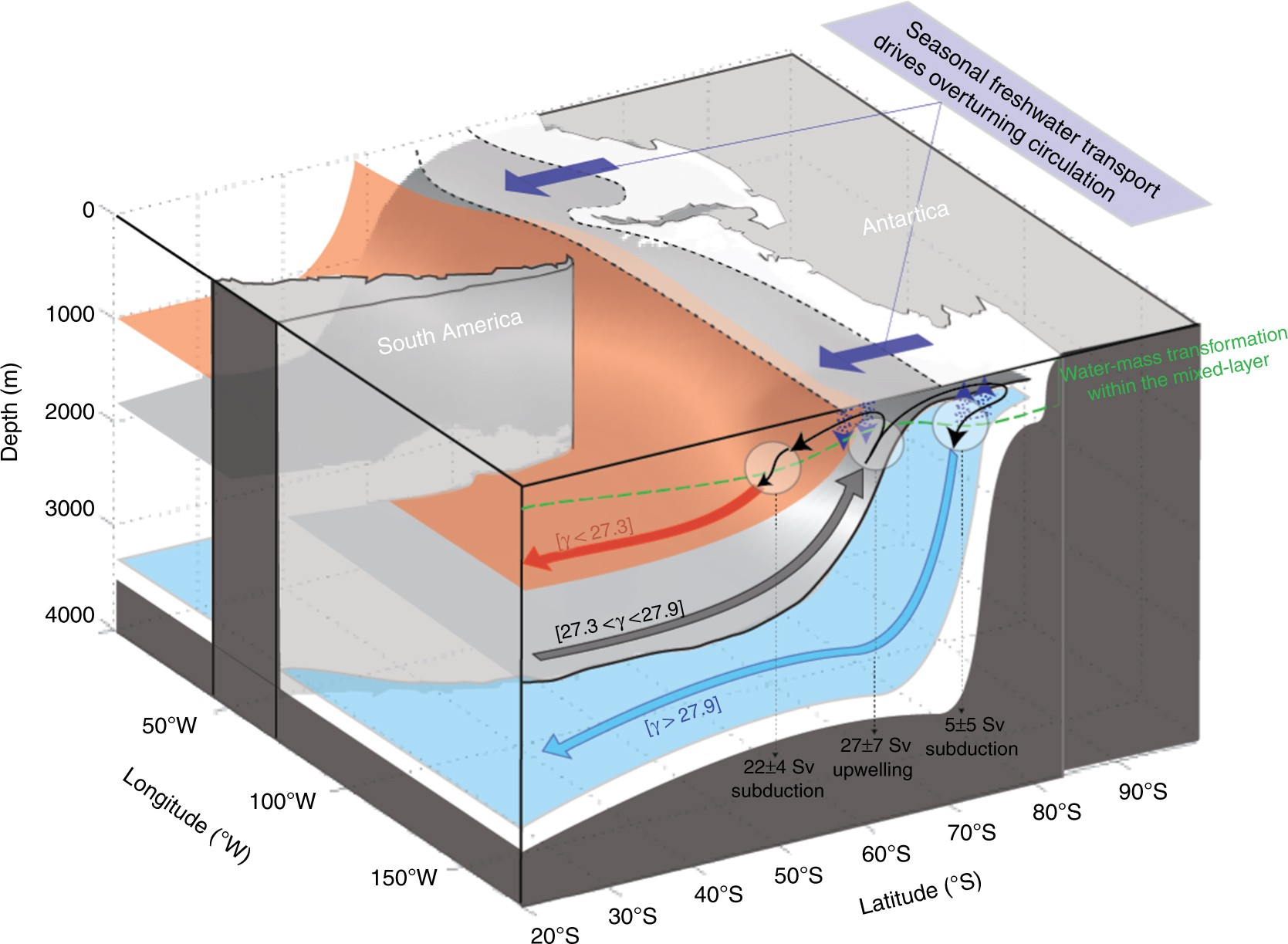
Il ruolo della fusione stagionale dei ghiacciai della calotta glaciale antartica nella regolazione della circolazione della cella inferiore.

La cella inferiore è generata dai flussi d'acqua dolce provenienti dallo scioglimento della calotta. La formazione di ghiaccio marino è accompagnata dall'eliminazione della brina con conseguente formazione di acqua con densità e tasso di salinità maggiori a ridotta galleggiabilità. Quando invece il ghiaccio si scioglie si crea un flusso di acqua dolce e aumenta l'esposizione all'aria.
A causa dei cambiamenti stagionali la galleggiabilità risulta superiore nel periodo estivo rispetto a quello invernale. L'acqua fredda e densa ricca di sale prende il nome di Dense Shelf Water (DSW) che si trasforma a sua volta in acqua di fondo dell'Oceano antartico (AABW) avente origine nel mare di Ross, nel mare di Weddell e lungo la costa orientale dell'Antartico.
Circa un terzo dell'acqua di fondo dell'Oceano antartico totale (5 ± 5 Sv) si forma nella cella inferiore.

## Ciclo globale del carbonio
L'oceano è generalmente in equilibrio con la concentrazione atmosferica di anidride carbonica. L'aumento della CO2 in atmosfera a seguito della Rivoluzione Industriale ha trasformato gli oceani in carbon sink in grado di assorbire circa il 25% delle emissioni antropiche.
Tra tutti l'Oceano antartico gioca il ruolo principale nell'assorbimento del carbonio essendo responsabile, da solo, di circa il 40% del totale.
Una ricerca degli inizi degli anni 2000 suggeriva che i cambiamenti delle correnti d'aria nell'emisfero meridionale dovuti al clima stessero portando ad una riduzione dell'assorbimento di carbonio, ma ricerche successive dimostrarono invece che la capacità di assorbimento risultava addirittura superiore alle stime iniziali, di circa il 14 - 18%.
La circolazione oceanica è molto importante per questo processo portando l'acqua profonda in superficie che non è stata in contatto con le emissioni antropogeniche per secoli. La concentrazione di carbonio disciolto nelle acque profonde risulta pertanto inferiore rispetto a quella delle acque superficiali, portando ad un aumento del carbonio assorbito che viene poi riportato verso il fondo tramite downwelling.
Nelle regioni dove le acque circumpolari profonde calde e ricche di carbonio vengono portate in superficie, si verifica invece il passaggio di CO2 verso l'atmosfera con conseguente parziale compensazione dell'effetto carbon sink.
Inoltre l'upwelling trasporta nutrienti minerali, come il ferro, dalle profondità alla superficie, che vengono utilizzati dal fitoplancton, con conseguente aumento della produzione primaria oceanica e del carbon sink grazie alla fotosintesi.
Al contempo la circolazione verso il fondo trasporta il fitoplancton a fine vita e la materia organica prima che questi si possano decomporre e liberare CO2 nell'atmosfera. Se questa pompa biologica non esistesse, l'Oceano antartico sarebbe una fonte di CO2.

## Impatti dei cambiamenti climatici
Le emissioni di gas serra di origine antropica causano un aumento della temperatura dell'acqua degli oceani che costituisce circa il 90% del riscaldamento globale dal 1971.
A partire dal 2005, tra il 67% e il 98% di tale aumento si è verificato nell'Oceano antartico. Nell'antartico occidentale, la temperatura dello strato superficiale è aumentata di 1°C (1,8°F) dal 1955 e la corrente circumpolare antartica risulta scaldarsi più velocemente.
Il riscaldamento ha effetti diretti sul flusso dell'acqua calda e fredda alla base del capovolgimento e ha un effetto negativo sulla copertura di ghiaccio nell'emisfero meridionale - la quale ha un'elevata riflessione e aumenta l'albedo della superficie terrestre -, nonché sul saldo delle calotte antartiche e dei ghiacciai periferici.
Per tali ragioni i modelli climatici dimostrano che il momento in cui la temperatura aumenterà di 2° (3,6°F) dipende fortemente dallo stato della circolazione oceanica più che da ogni altro fattore a parte le emissioni stesse.
Un maggiore riscaldamento di queste acque aumenta la perdita dall'Antartico e genera un aumento dell'acqua di scioglimento, pari a circa 1.100 - 1.500miliardi di tonnellate l'anno.
L'acqua di scioglimento determina quindi una riduzione della salinità dell'acqua antartica con conseguente aumento della stratificazione e stabilizzazione degli strati. Tali cambiamenti portano all'accelerazione della circolazione nella cella superiore e al rallentamento di quella inferiore.
Dagli anni '70, la cella superiore si è rafforzata do 3 - 4 Sv, pari a circa il 50-60% del suo flusso, allo pari la cella inferiore si è indebolita a causa del suo maggior volume con un cambiamento pari a circa il 10-20%.
Tali variazioni sono dovute anche all'oscillazione pacifica decadale e all'oscillazione antartica, quest'ultima rafforzata dai cambiamenti climatici e dalla riduzione dello strato di ozono.